# Julian Siegel

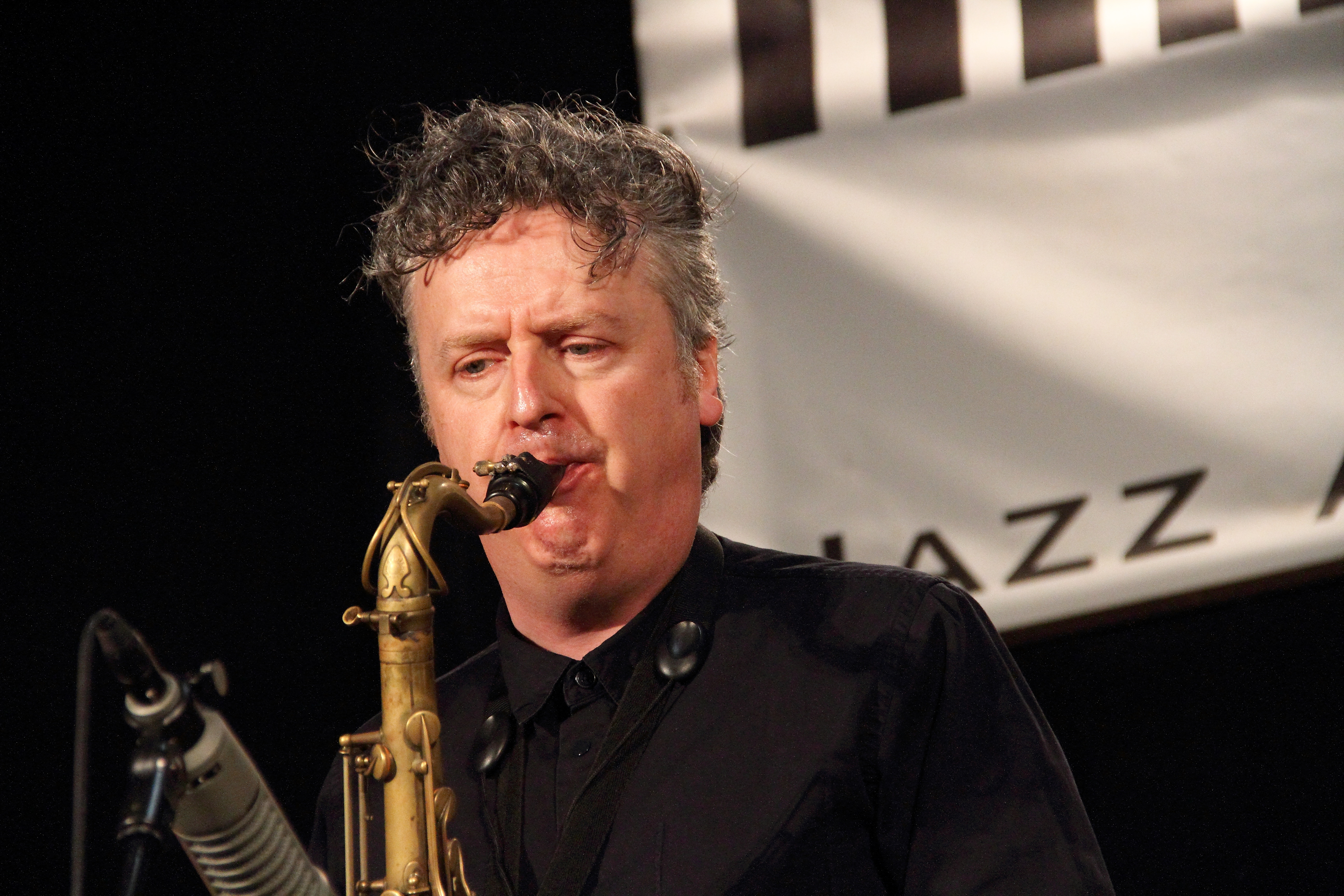
Mit dem Julian Siegel Quartet auf dem INNtöne Jazzfestival 2018

Julian Siegel (* 13. Mai 1966 in Nottingham) ist ein britischer Jazzmusiker (Saxophon, Klarinette, Komposition).

## Leben und Wirken
Siegel, dessen Vater ein Sänger und in Polen und nach dem Zweiten Weltkrieg zur Truppenbetreuung im Mittleren Osten aktiv war, spielte in der Schule in unterschiedlichen Ensembles. Beeinflusst durch die väterliche Plattensammlung entwickelte er sein Interesse an der Improvisation. Er studierte bis 1987 klassisches Saxophon und Dirigat an der University of East Anglia in Norwich, wo er die nächsten Jahre blieb. Seit 1991 in London spielte er mit Kollegen wie Julian Argüelles, Django Bates, Joey Calderazzo, Kirk Lightsey, Liam Noble oder Kate Williams und wurde Mitglied der Bigband von Stan Sulzmann. 

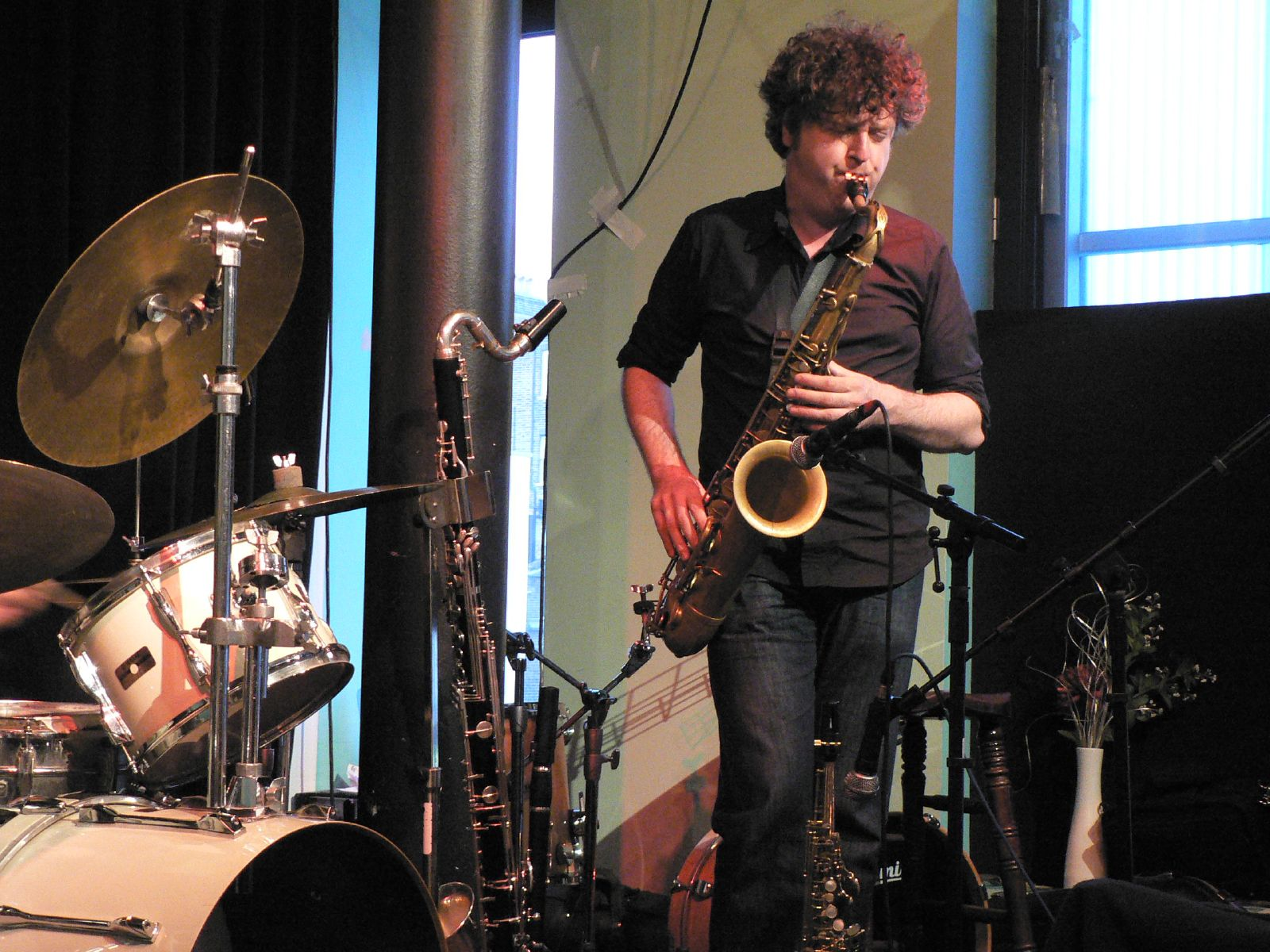
Julian Siegel, 2014

Mit der Band Partisans, die er mit Gitarrist Phil Robson leitete, erzielte er den Durchbruch; mit dieser Gruppe, zu der auch Bassist Thad Kelly und Drummer Gene Calderazzo gehörten, tourte er durch Europa und hatte erfolgreiche Auftritte auf zahlreichen Festivals. In den nächsten Jahren trat er mit Delightful Precipe von Django Bates, dem Mask Orchestra von Colin Towns und der Bigband von Jazz Jamaica auf. Seit 2004 leitete er eine Band unter eigenem Namen. Auch spielte er mit den Sängerinnen Norma Winstone, Cleo Laine und Jacqui Dankworth sowie mit Greg Cohen, Joey Baron und Bruno Heinen. 2016 verschlug es ihn in die Popmusik, wo er auf Mark Forsters Album TAPE mitwirkte und unter anderem bei dem Stück Sowieso am Tenorsaxophon zu hören ist. 2018 legte er das Album Vista (Whirlwind) vor, mit Liam Noble, Oli Hayhurst und Gene Calderazzo; 2021 folgte Tales From the Jacquard (Whirlwind). Im Bereich des Jazz war er zwischen 1991 und 2018 an 40 Aufnahmesessions beteiligt.

## Preise und Auszeichnungen
Siegel wurde 2007 mit einem BBC Jazz Award als bester Instrumentalist ausgezeichnet. 2011 gewann er auch den London Award for Art and Performance für Jazz. 2015 wurde er für sein Album Swamp, das mit seinem Quartett Partisans (mit Gene Calderazzo, Phil Robson, Thad Kelly) entstanden war, bei den Parliamentary Jazz Awards geehrt („Album des Jahres“).

## Lexikalische Einträge
- Ian Carr, Digby Fairweather, Brian Priestley The Rough Guide to Jazz London 2004